# Рауш Костянтин Михайлович
Костянтин Михайлович Рауш (рос. Константин Михайлович Рауш; * 1888, Вільно — † 1976) — російський і радянський шахіст, театральний режисер і актор. Заслужений артист Казахської РСР (1940). Віце-чемпіон Казахстану з шахів 1948.

## Життєпис
Народився в сім'ї з остзейських баронів фон-Траубенберг. Згодом сім'я переїхала до Гродно (теперішня Білорусь). Закінчив реальне училище і вступив на юридичний факультет Петербурзького університету. Почав відвідувати Шахове зібрання (тодішня назва шахового клубу) в Петербурзі, брав участь у шаховому житті міста, посів 2 місце в чемпіонаті університету, виграв матч у князя Дмитра Урусова. Також цікавився мистецтвом, брав уроки майстерності в актора Володимира Давидова брав участь у студентських протестах, за участь у яких його виключено з університету. Серед знайомих шахіста були майбутній чемпіон світу з шахів Олександр Алехін і композитор Сергій Прокоф'єв. У 1910—1911 роках провів 2 товариські матчі — переміг Сергія Фреймана та поступився Григорієві Левенфішу. У 1912 році посів 3 місце на Всеросійському турнірі любителів у місті Вільно, де виступали найсильніші шахісти-любителі Російської імперії, поступившись першими двома місцями відомим у майбутньому Карелу Громадці та Юхиму Боголюбову.
У 1914 році мобілізований, пройшов пришвидшений курс у Павловському військовому училищі, звідки відправлений у Московський гвардійський полк. Брав участь у Першій світовій війні, воював на Поліссі. Після жовтневого перевороту служив у Червоній армії, демобілізований 1922 року. З 1920-х років працював у театральній сфері, 1922 року направлений у Слов'янськ на Донбасі, де разом з дружиною Зінаїдою Горєвою керував місцевим мандрівним театром. У 1928 році повернувся до Ленінграда, де працював у театрі та виступав у шахових змаганнях. У 1937 році поділив з Григорієм Равінським 1-2 місця у Всесоюзному чемпіонаті ДСТ «Мистецтво».
З 1937 року керував Карагандинським обласним російським драматичним театром. Після приходу фахівця значно розширився репертуар театру, додалися твори Б. Шоу, Ж. Б. Мольєра, Л. Толстого, П. Бомарше, вперше в Казахстані поставив «Отелло» і «Гамлета». У 1940 році отримав звання Народний артист Казахської РСР, таке ж звання отримала його дружина Зінаїдою Горєвою, яка допомагала керувати театром. Віце-чемпіон Казахської РСР 1948, багаторазовий призер чемпіонатів Караганди. Автор ідея, яка заперечувала варіант гросмейстера Пауля Кереса в королівському гамбіті. Попри поважний вік до останніх років життя виступав у шахових турнірах.